# Archipiélago Rimski-Kórsakov
El archipiélago Rimski-Kórsakov (en ruso: Архипелаг Римского-Корсакова) es un grupo de seis pequeñas islas y varios farallones en el golfo de Pedro el Grande del mar de Japón bajo administración del distrito Jasanski del kari de Primorie. Las islas están situadas a unos 70 km al suroeste de Vladivostok.
El archipiélago está deshabitado y tiene una área de aproximadamente 6 kilómetros cuadrados. El punto de mayor altitud mide 144 m (Isla Stenin). La isla más grande es Bolshoy Pelis (4 km²).
Las islas fueron descubiertas para los europeos por balleneros en 1851 y bautizadas con el nombre Iles pelée. Posteriormente el archipiélago fue nombrado en honor del comandante de la goleta Vostok Voin Rimski-Kórsakov.